# The Fox (What Does the Fox Say?)
The Fox (What Does the Fox Say?), noto anche semplicemente come The Fox o come What Does the Fox Say?, è una novelty del duo norvegese Ylvis. Il video, pubblicato il 3 settembre 2013, è stato definito il top trending di YouTube di quell'anno, superando un miliardo di visualizzazioni totali. Pubblicato come singolo discografico è rimasto per tre settimane consecutive al sesto posto della classifica Billboard Hot 100, il massimo raggiunto da una canzone di un artista norvegese da Take on Me degli a-ha nel 1985.
Originariamente composta per la nuova stagione del talk show I kveld med Ylvis condotta dai fratelli Vegard e Bård Ylvisåker e caricata su YouTube per promuovere il programma, la canzone, realizzata appositamente per essere bocciata dal pubblico, è ironicamente e accidentalmente diventata virale, diventando il brano di maggior successo del gruppo e dando loro fama internazionale. Al momento non sono in cantiere né l'inclusione della canzone in un album, né un sequel.
È stata certificata come disco di platino in Australia e Stati Uniti e come disco d'oro in Canada, Danimarca e Nuova Zelanda.

## Tracce
- Download digitale[19]

Testi e musiche di Vegard e Bård Ylvisåker.
1. Vegard e Bård Ylvisåker – The Fox (What Does the Fox Say?) – 3:33
2. Vegard e Bård Ylvisåker – The Fox (Extended Mix) – 4:37
3. Vegard e Bård Ylvisåker – The Fox (Instrumental) – 3:33
4. Vegard e Bård Ylvisåker – The Fox (Acapella) – 3:33

- CD[20]

Testi e musiche di Vegard e Bård Ylvisåker.
1. Vegard e Bård Ylvisåker – The Fox – 3:33
2. Vegard e Bård Ylvisåker – The Fox (Instrumental) – 3:33